# Couvron-et-Aumencourt
Couvron-et-Aumencourt is een gemeente in het Franse departement Aisne (regio Hauts-de-France). De plaats maakt deel uit van het arrondissement Laon. Couvron-et-Aumencourt telde op 1 januari 2022 931 inwoners.

## Geografie
De oppervlakte van Couvron-et-Aumencourt bedroeg op 1 januari 2022 13,33 vierkante kilometer; de bevolkingsdichtheid was toen 69,8 inwoners per km².
De onderstaande kaart toont de ligging van Couvron-et-Aumencourt met de belangrijkste infrastructuur en aangrenzende gemeenten.

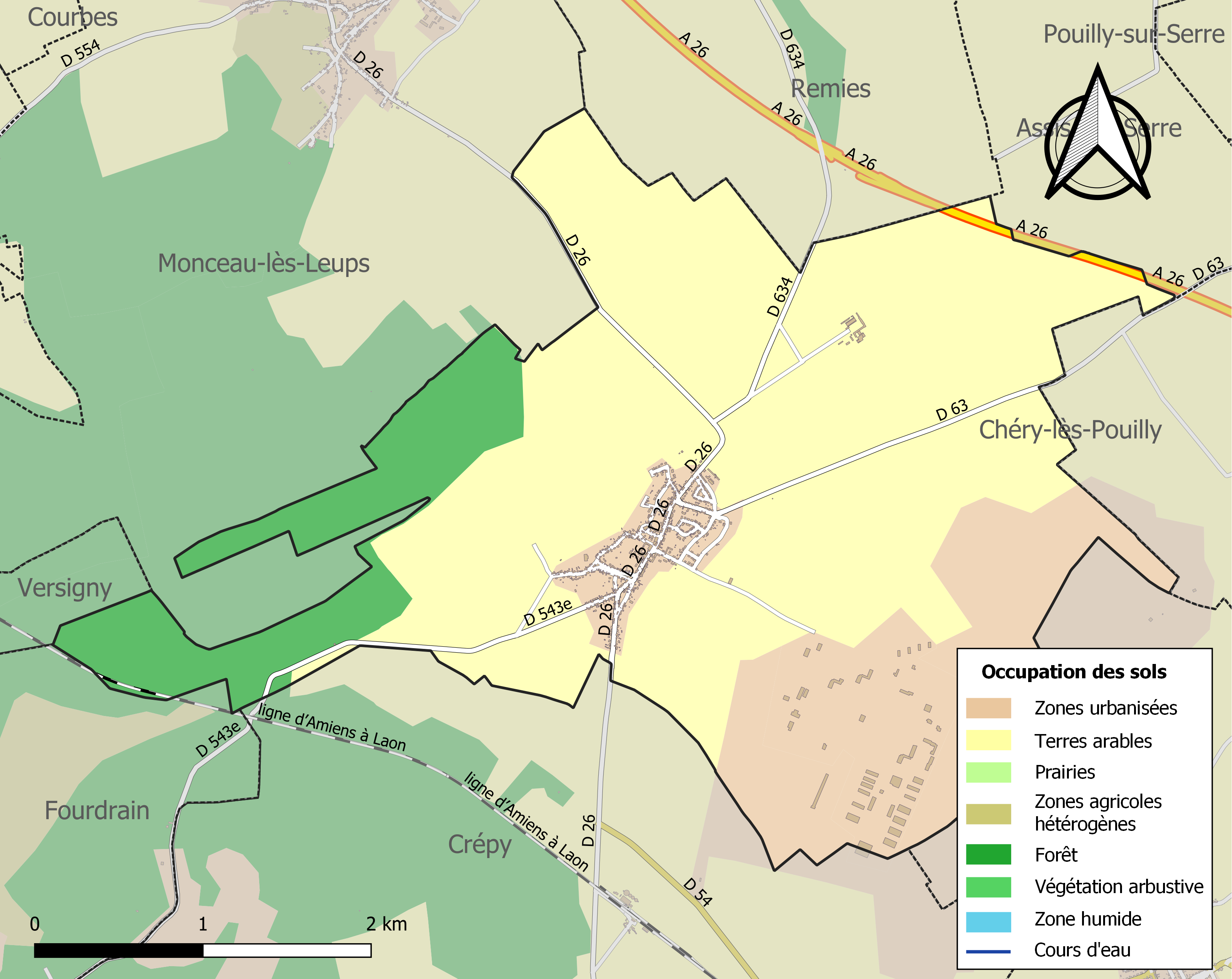

## Demografie
Onderstaande figuur toont het verloop van het inwonertal (bron: INSEE-tellingen).
Vanwege een beveiligingsprobleem met de MediaWiki Graph-software is het momenteel niet mogelijk deze grafiek weer te geven. Zodra de software is bijgewerkt zal de grafiek vanzelf weer zichtbaar worden.

## Geboren
- Agathon Hennique (1810-1870), gouverneur van Frans-Guyana